# Gauinger Travertin

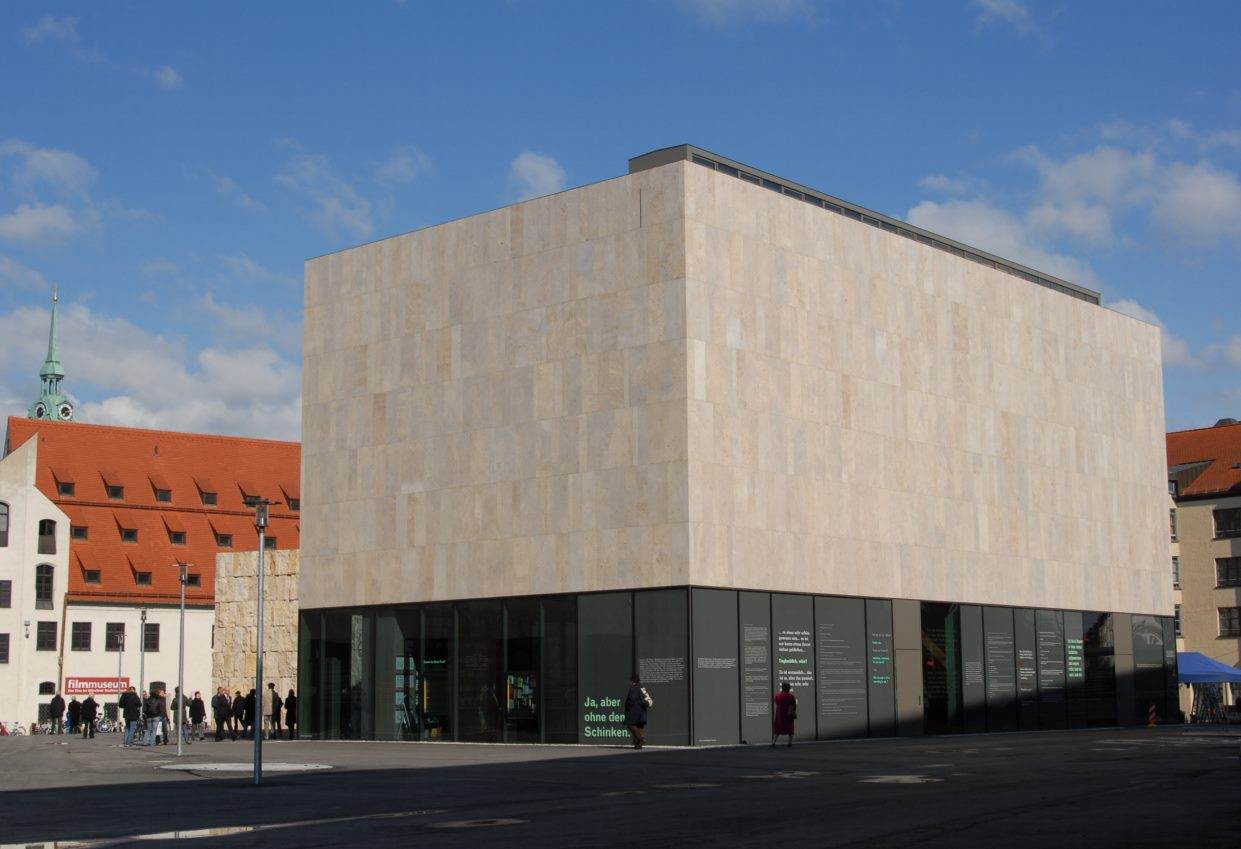
Fassade des Jüdischen Museums in München aus Gauinger Travertin

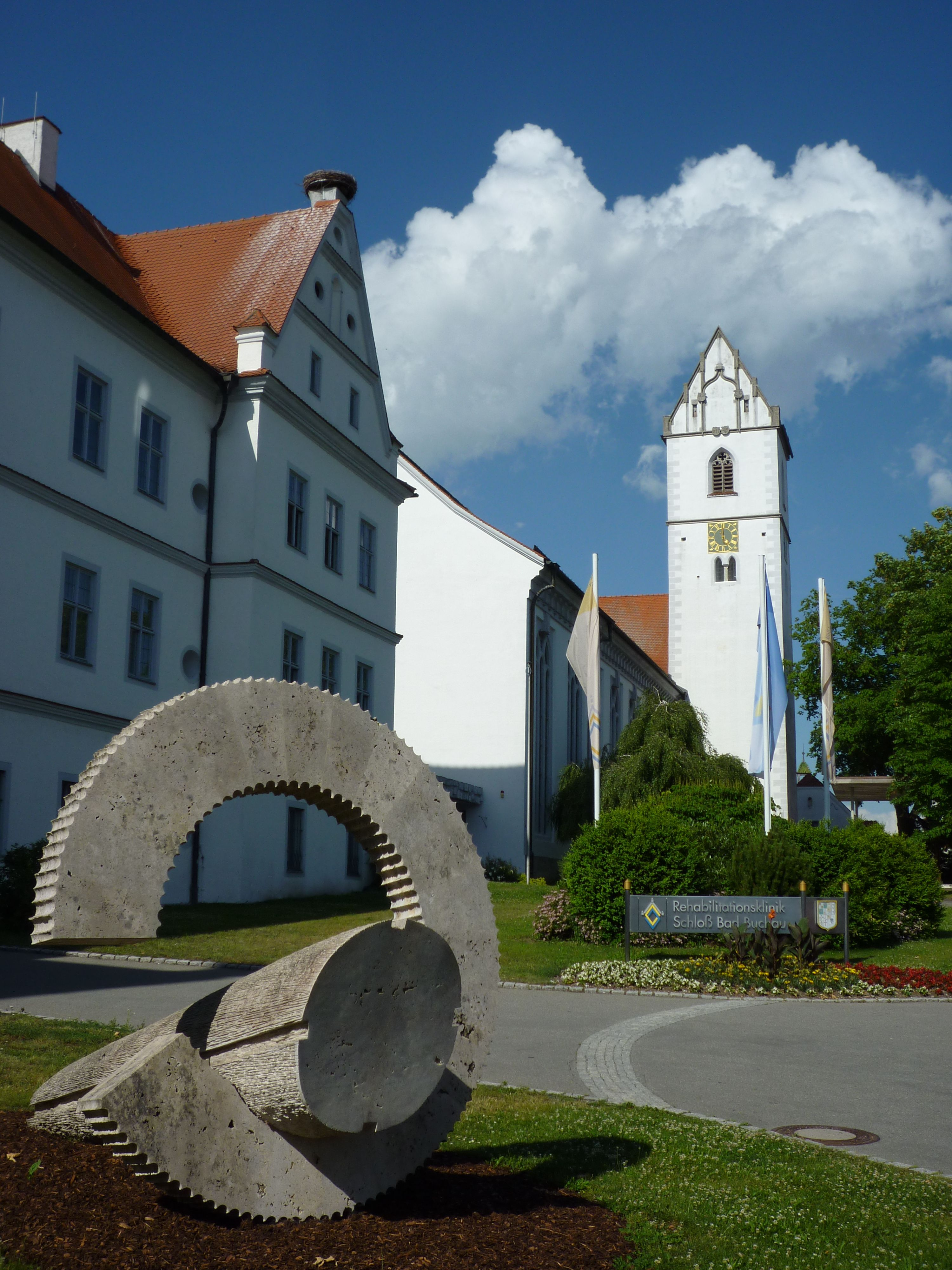
Skulptur „Zeitsprung“ in Bad Buchau von Axel Otterbach aus Gauinger Travertin

Der Gauinger Travertin, auch Gauinger Kalkstein genannt, wird in Gauingen im Landkreis Reutlingen in Baden-Württemberg gebrochen. Es handelt sich um einen Süßwasserkalkstein, einen Kalktuff, im geologischen Alter des Tertiär: Obermiozän (Obere Süßwassermolasse).

## Name
Travertine sind deutlich geschichtet, fest und polierfähig. Werden sie senkrecht zu ihrer Lagerrichtung gesägt, zeigen Travertine eine deutliche Bänderung. Dies ist beim Gauinger Travertin nicht der Fall. Er wird in der Literatur auch als „Süßwasserkalkstein in Travertinqualität“ bezeichnet. Im Naturstein-verarbeitenden Gewerk in Deutschland wird dieser Kalktuff als Travertin bezeichnet, weil er im Gegensatz zu den Kalktuffen fest und polierfähig ist. Dieser Handelsname ist historisch überkommen und hat daher eine gewisse Berechtigung.

## Gesteinsbeschreibung und Mineralbestand
Dieser Naturstein ist hellbraun, stark gemustert und porös. Dieser Kalkstein besteht aus Schalen- und Pflanzenfragmenten, die bei seiner Entstehung von Kalk umkrustet wurden. Die Kalkkrusten, die die Fossilienreste ummanteln, erreichen Stärken im Millimeter- bis Zentimeterbereich. Die Bruchstücke sind teilweise mehrere Zentimeter groß. Mit versteinert sind des Weiteren Süßwasseralgen als Algenpeloide und Peloide. 60 Prozent seiner Komponenten sind biologischen Ursprungs, und der Anteil der Peloide liegt bei 40 Prozent. Teilweise sind Hohlräume in diesem Travertin mit Kalkspat gefüllt.

## Entstehung
Dieser Kalkstein entstand durch Ablagerungen eines Süßwassersees am Rande der (damals viel weiter südlich befindlichen) Schwäbischen Alb. Der im Wasser gelöste Kalk ummantelte die im See enthaltene abgestorbene Tier- und Pflanzenwelt und bildete eine Gesteinsschicht.

## Verwendung
Die Verwitterungsbeständigkeit des Gauinger Travertins ist als gut zu bezeichnen. Im Außenbereich wird seine Oberfläche leicht oberflächlich angewittert. Die Folge ist ein Politurverlust und der Gauinger Travertin bleicht beige aus. Er ist frostfest und zählt zu den Weichgesteinen. Er ist manuell relativ leicht zu bearbeiten, vor allem in bruchfrischem Zustand. Dieser Naturwerkstein findet auch Einsatz in der Steinbildhauerei, beispielsweise anlässlich des Bildhauersymposions Oggelshausen.
Gauinger Travertin eignet sich für Massivarbeiten wie zum Beispiel als Bausteine, Bodenplatten, Treppen- und Bodenbelag, Fassadenplatten, Denk- und Grabmäler.

### Bauliche Verwendung
Verwendet wurde dieser Kalkstein als massiver Werkstein der Barockkirche im Kloster Zwiefalten, als Fassadenplatten an der Galeria Kaufhof in Berlin am Alexanderplatz, Amsterdam Trade Bank, am Jüdischen Museum mit Zelt-Jakobs-Synagoge in München und an der Schwabenlandhalle in Fellbach.

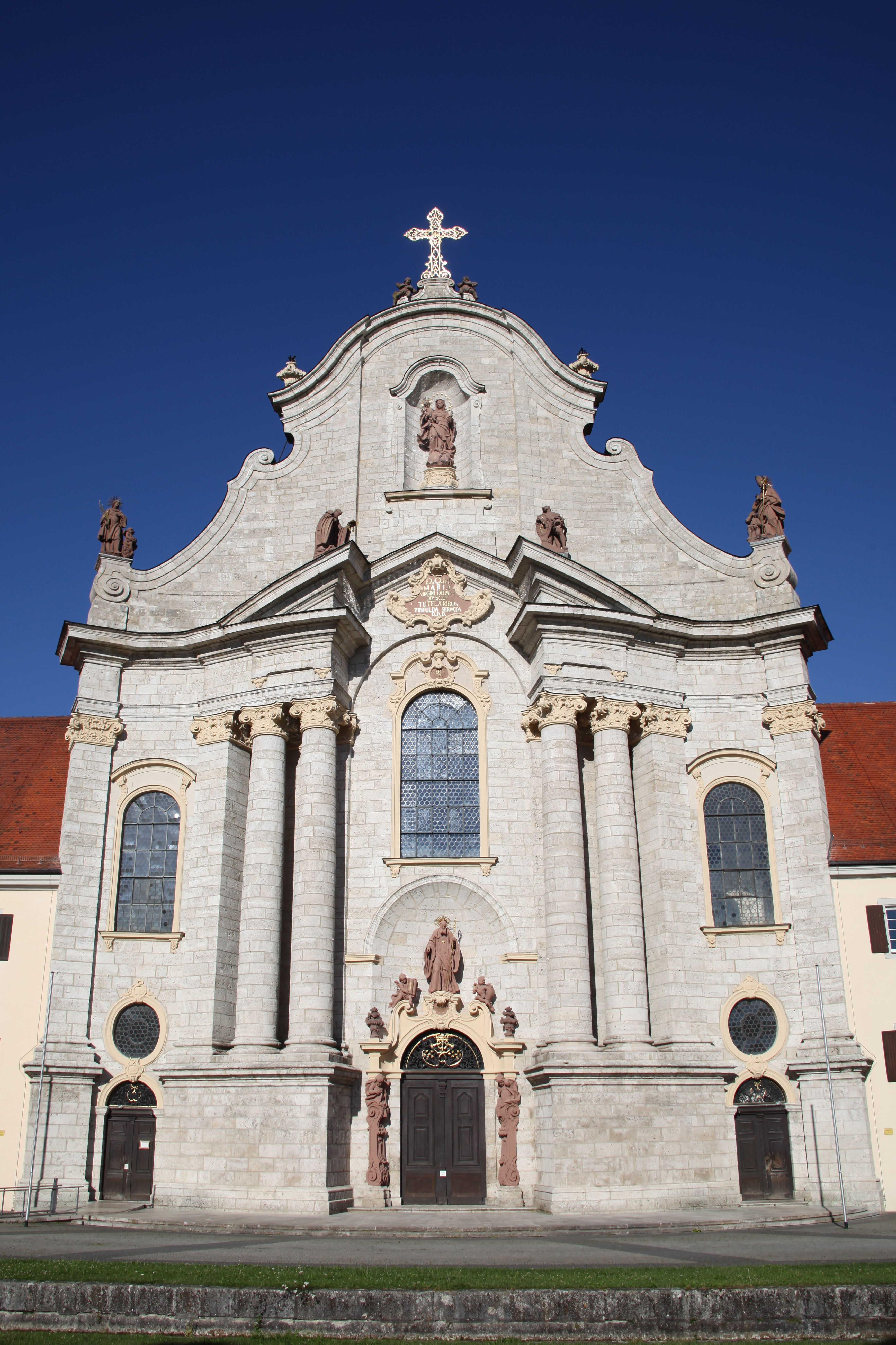
Die aus massiven Werksteinen des Gauinger Travertins bestehende Fassade des Klosters Zwiefalten
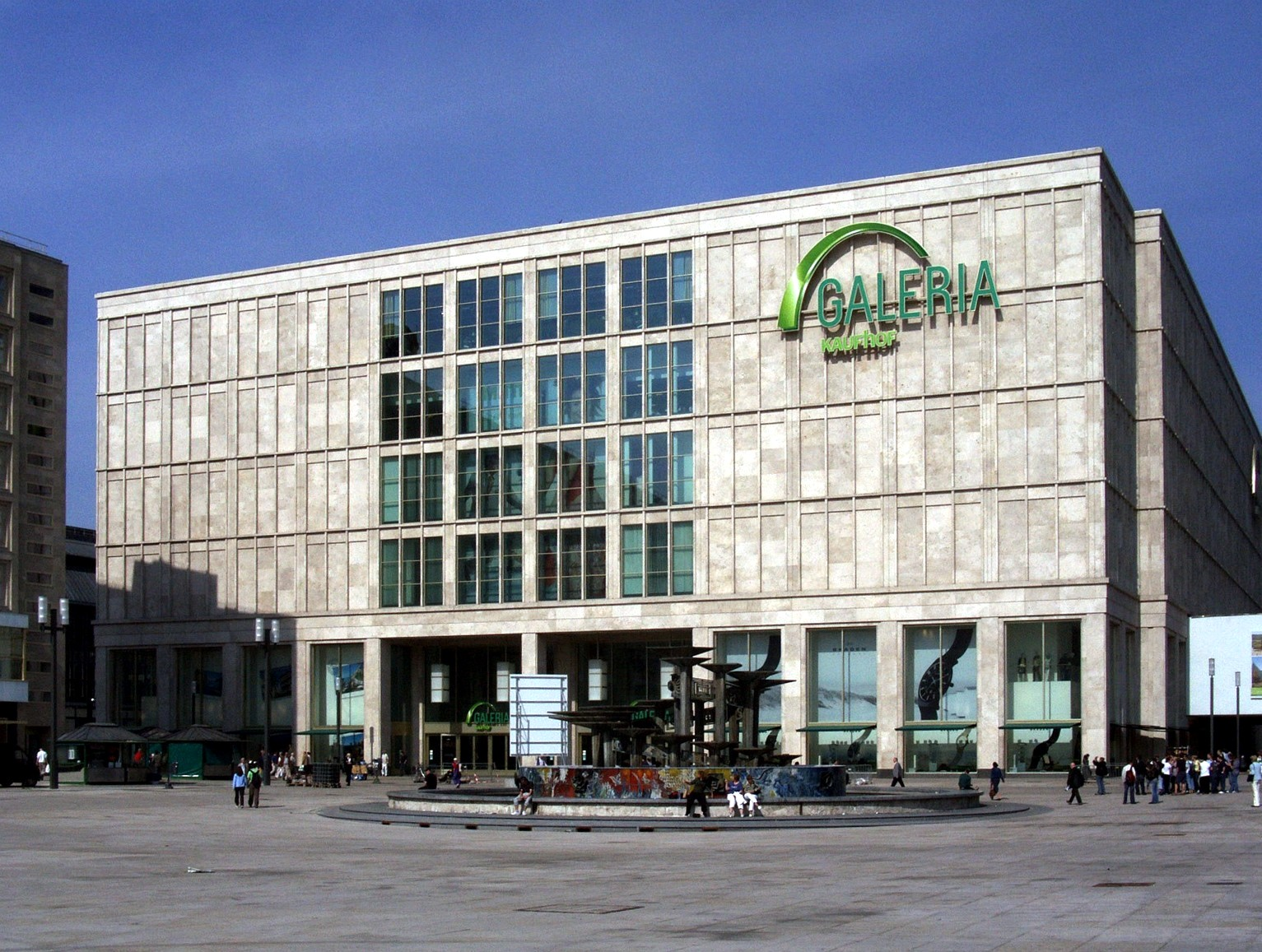
Die plattierte Fassade der Galeria Kaufhof am Alexanderplatz in Berlin aus Gauinger Travertin
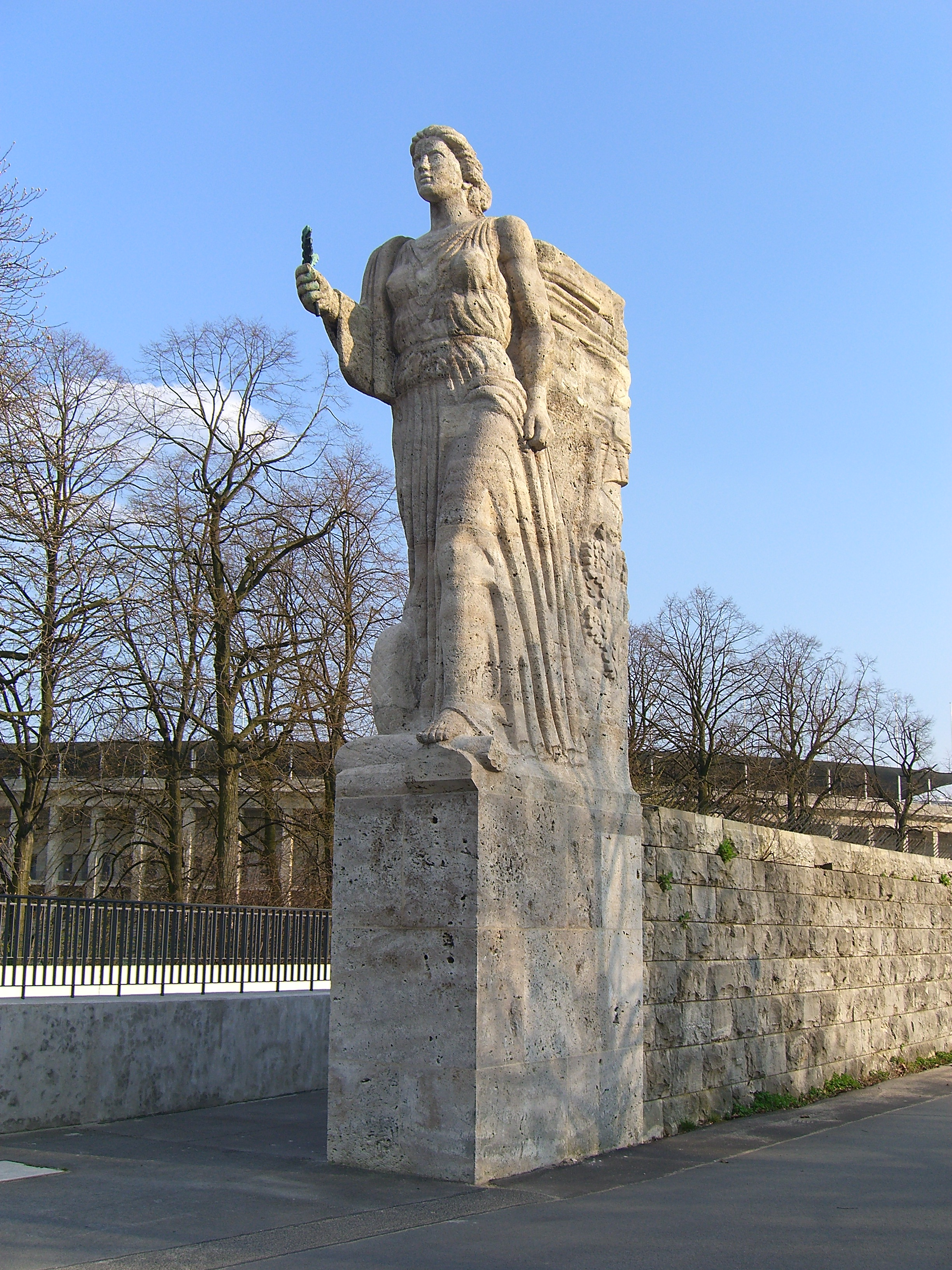
Die Deutsche Nike von Willy Meller (1936) auf dem Olympiagelände in Berlin besteht aus Gauinger Travertin
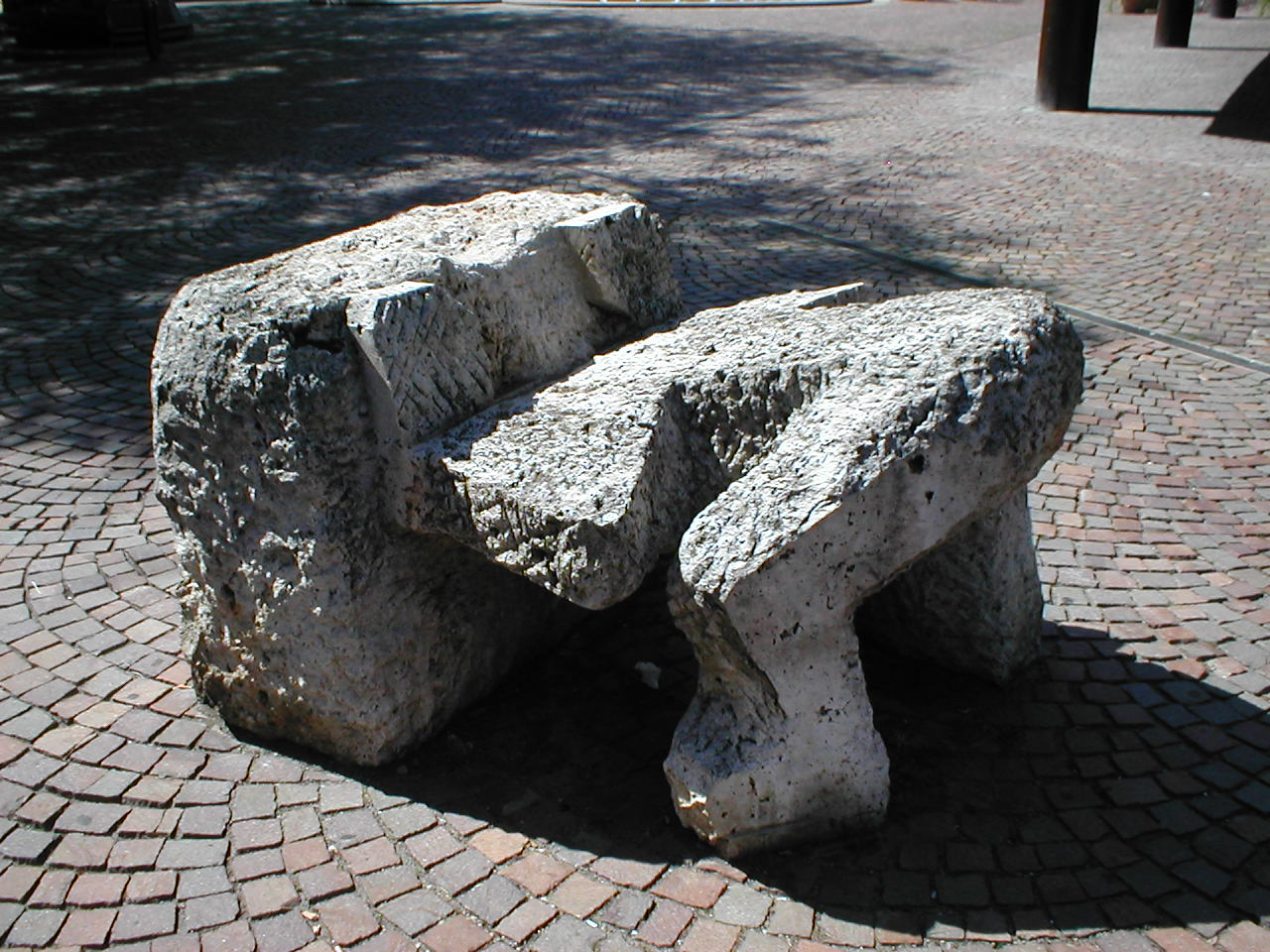
Befreiung: Skulptur von Rainer Bergmann am Theater Heilbronn aus Gauinger Travertin
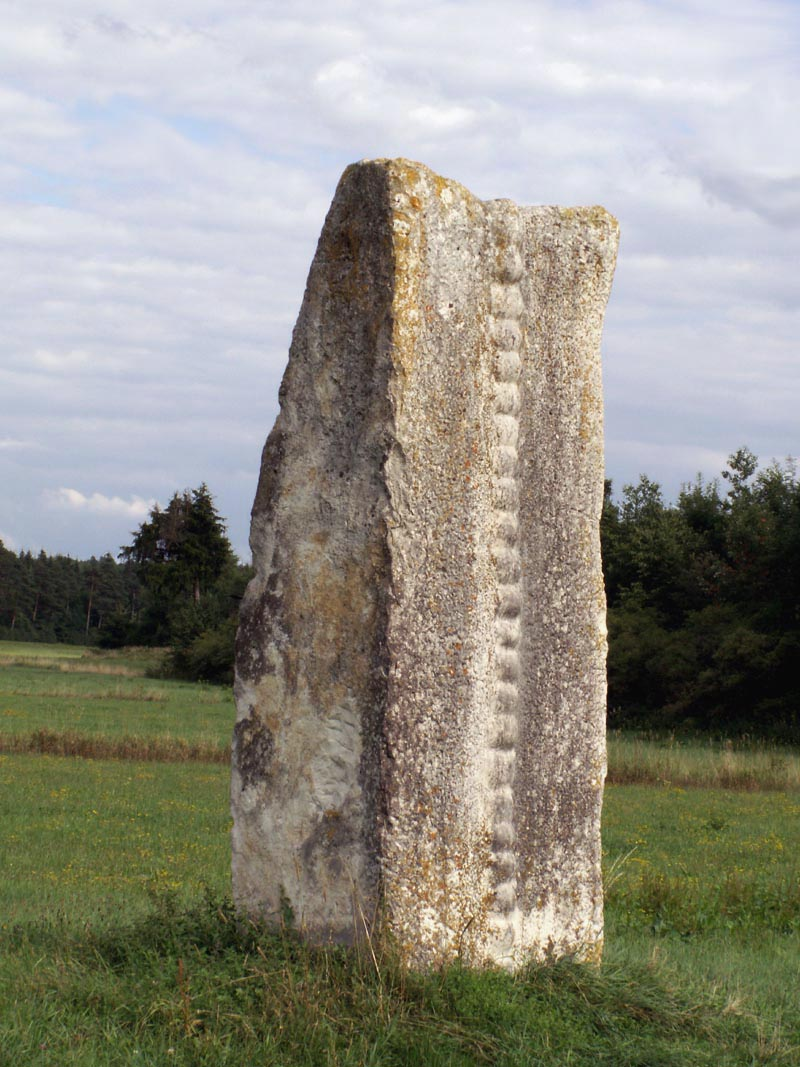
Karl Prantl Ohne Titel, entstanden auf dem Bildhauersymposion Oggelshausen (1969/1970)